# Orzeł za najlepszy filmowy serial fabularny
Orzeł za najlepszy filmowy serial fabularny – jedna z kategorii Polskiej Nagrody Filmowej wręczana od 2015 roku przez Polską Akademię Filmową. Statuetki oraz dyplomy w tej kategorii otrzymują: reżyser wiodący, scenarzysta wiodący, producent główny i pierwszy nadawca. W latach 2015–2021 nagrodę w tej kategorii otrzymywał wyłącznie reżyser.
W kategorii „najlepszy filmowy serial fabularny” mogą być nominowane seriale spełniające łącznie następujące warunki: produkcja polska, dwie lub więcej części o łącznej długości przynajmniej 150 minut, realizacja ujęcie po ujęciu oraz pierwsze nadanie u podmiotu dostępnego na terenie Polski i w roku poprzedzającym daną edycję nagród.

## Laureaci i seriale nominowane
2015
- Czas honoru. Powstanie, reż. Jan Hryniak
  - Ranczo (seria 8), reż. Wojciech Adamczyk
  - Wataha, reż. Kasia Adamik, Michał Gazda

2016
- Prokurator, reż. Jacek Filipiak, Maciej Pieprzyca
  - Dziewczyny ze Lwowa, reż. Wojciech Adamczyk
  - Służby specjalne, reż. Patryk Vega

2017
- Belfer, reż. Łukasz Palkowski
  - Artyści, reż. Monika Strzępka
  - Ranczo, reż. Wojciech Adamczyk

2018
- Wataha (sezon 2), reż. Kasia Adamik, Jan P. Matuszyński
  - Belfer (sezon 2), reż. Krzysztof Łukaszewicz, Maciej Bochniak
  - Diagnoza, reż. Xawery Żuławski, Łukasz Palkowski, Michał Otłowski

2019
- Ślepnąc od świateł, reż. Krzysztof Skonieczny
  - 1983, reż. Agnieszka Holland, Kasia Adamik, Olga Chajdas, Agnieszka Smoczyńska
  - Rojst, reż. Jan Holoubek

2020
- Wataha (sezon 3), reż. Kasia Adamik, Olga Chajdas
  - Chyłka. Kasacja, reż. Łukasz Palkowski, Marek Wróbel
  - Chyłka. Zaginięcie, reż. Łukasz Palkowski
  - Odwróceni. Ojcowie i córki, reż. Michał Gazda, Jan Holoubek
  - Żmijowisko, reż. Łukasz Palkowski

2021
- Król, reż. Jan P. Matuszyński
  - Chyłka. Rewizja, reż. Łukasz Palkowski, Marek Wróbel
  - Rysa, reż. Maciej Migas, Łukasz Kośmicki
  - Szadź, reż. Sławomir Fabicki, Maciej Bochniak, Anna Kazejak
  - W głębi lasu, reż. Bartosz Konopka, Leszek Dawid

2022
- Rojst ’97, reż. Jan Holoubek, scen. Kasper Bajon, Jan Holoubek, prod. Frame Sp. z o.o. dla Netflix
  - Behawiorysta, reż. Łukasz Palkowski, Marek Wróbel, scen. Bartosz Janiszewski, Maciej Kazula, prod. Aktiv Media dla TVN Grupa Discovery
  - Klangor, reż. Łukasz Kośmicki, scen. Kacper Wysocki, prod. Opus TV dla Canal+ Polska
  - Kruk. Czarny woron nie śpi, reż. Maciej Pieprzyca, scen. Jakub Korolczuk, prod. Opus TV dla Canal+ Polska
  - Sexify, reż. i scen. Kalina Alabrudzińska, Piotr Domalewski, prod. Akson Studio dla Netflix

2023
- Wielka woda, reż. Jan Holoubek, Bartłomiej Ignaciuk, scen. Kasper Bajon, Kinga Krzemińska, prod. Telemark dla Netflix
  - Królowa, reż. Łukasz Kośmicki, scen. Arni Olafur Asgeirsson, Kacper Wysocki, Otto Geir Borg, prod. Opus TV dla Netflix
  - Kruk (sezon 3), reż. Maciej Pieprzyca, Adrian Panek, scen. Jakub Korolczuk, prod. Opus TV dla Canal+ Polska
  - Minuta ciszy, reż. Jacek Lusiński, scen. Jacek Lusiński, Szymon Augustyniak, prod. Aurum Film dla Canal+ Polska
  - Odwilż, reż. Xawery Żuławski, scen. Marta Szymanek, Piotr Szymanek, prod. Magnolia Films dla HBO Europe

2024
- 1670, reż. Maciej Buchwald, Kordian Kądziela, scen. Jakub Rużyłło, prod. Akson Studio dla Netflix
  - Absolutni debiutanci, reż. Kamila Tarabura, Katarzyna Warzecha, scen. Nina Lewandowska, Kamila Tarabura, Jędrzej Napiecek, prod. ATM Grupa dla Netflix
  - Infamia, reż. Anna Maliszewska, Kuba Czekaj, scen. Dana Łukasińska, Julita Olszewska, Anna Maliszewska, prod. Watchout Studio dla Netflix
  - Informacja zwrotna, reż. Leszek Dawid, scen. Kacper Wysocki, prod. Opus TV dla Netfllix
  - Warszawianka, reż. Jacek Borcuch, scen. Jakub Żulczyk, prod. Magnolia Films dla SkyShowtime

2025
- Matki pingwinów, reż. Klara Kochańska-Bajon, Jagoda Szelc, scen. Klara Kochańska-Bajon, Dorota Trzaska, Nina Lewandowska, prod. Mental Disorder 4 dla Netflix
  - Idź przodem, bracie, reż. Maciej Pieprzyca, scen. Kacper Wysocki, prod. Opus TV dla Netflix
  - Lady Love, reż. Bartosz Konopka, scen. Ewa Popiołek, Dorota Jankojć-Poddębniak, prod. Bongo Media Production dla TVN Warner Bros. Discovery
  - Rojst. Millenium, reż. Jan Holoubek, scen. Kasper Bajon, Jan Holoubek, prod. Entrego dla Netflix
  - Śleboda, reż. Michał Gazda, Bartosz Blaschke, scen. Karolina Frankowska, Katarzyna Golenia, prod. MS Productions dla SkyShowtime

## Najczęściej nagradzani i nominowani reżyserzy
Dwie statuetki za najlepszy filmowy serial fabularny odebrało dotychczas (stan na 2025) troje reżyserów:
- Kasia Adamik – Wataha (sezony 2 i 3)
- Jan P. Matuszyński – Wataha (sezon 2), Król
- Jan Holoubek – Rojst ’97, Wielka woda

Co najmniej trzy nominacje otrzymali dotychczas (stan na 2025) następujący reżyserzy:
- 7 nominacji:
  - Łukasz Palkowski – Belfer, Diagnoza, Chyłka. Kasacja, Chyłka. Zaginięcie, Żmijowisko, Chyłka. Rewizja, Behawiorysta
- 5 nominacji:
  - Jan Holoubek – Rojst, Odwróceni. Ojcowie i córki, Rojst ’97, Wielka woda, Rojst. Millenium
- 4 nominacje:
  - Kasia Adamik – Wataha (sezony 1–3), 1983
  - Maciej Pieprzyca – Prokurator, Kruk (sezony 2 i 3), Idź przodem, bracie
- 3 nominacje:
  - Wojciech Adamczyk – Ranczo (sezony 8 i 10), Dziewczyny ze Lwowa
  - Michał Gazda – Wataha, Odwróceni. Ojcowie i córki, Śleboda
  - Marek Wróbel – Chyłka. Kasacja, Chyłka. Rewizja, Behawiorysta
  - Łukasz Kośmicki – Rysa, Klangor, Królowa